# Opsaroa fulvinota
Opsaroa fulvinota är en fjärilsart som beskrevs av George Francis Hampson 1905. Opsaroa fulvinota ingår i släktet Opsaroa och familjen björnspinnare. Inga underarter finns listade i Catalogue of Life.